# ヤーニック・グリーン
ヤーニック・グリーン・クライベル（Jannick Green Krejberg、1988年9月29日 - ）は、デンマークのハンドボール選手で、SC Magdeburgとハンドボールデンマーク代表に所属。